# Рупія
Ру́пія (інша назва — Руфія) — грошова одиниця в деяких колишніх та сучасних країнах.
Сучасні країни:
- Індійська рупія — в Індії
- Індонезійська рупія — в Індонезії
- Маврикійська рупія — на Маврикії
- Мальдівська руфія — на Мальдівах
- Непальська рупія — в Непалі
- Пакистанська рупія — в Пакистані
- Сейшельська рупія — на Сейшельських островах
- Шрі-Ланкійська рупія — у Шрі-Ланці

Також рупія (Ruppia) — рід рослин із родини рупієвих.
| Економіка | Це незавершена стаття з економіки. Ви можете допомогти проєкту, виправивши або дописавши її. |